# Казыр (хребет)
Казы́р (хак. Казыр) — хребет, относится к системе Абаканского хребта, протяжённость с севера на юг почти на 30 км (между 52° 00' с. ш. и 52° 13' с. ш.).